# Prénovel
Prénovel là một xã trong vùng hành chính Franche-Comté, thuộc tỉnh Jura, quận Saint-Claude (quận), tổng Saint-Laurent-en-Grandvaux. Tọa độ địa lý của xã là 46° 30' vĩ độ bắc, 05° 50' kinh độ đông. Prénovel nằm trên độ cao trung bình là 905 mét trên mực nước biển, có điểm thấp nhất là 877 mét và điểm cao nhất là 1045 mét. Xã có diện tích 8.20 km², dân số vào thời điểm 2005 là 310 người; mật độ dân số là 38 người/km².

## Thông tin nhân khẩu
| 1962 | 1968 | 1975 | 1982 | 1990 | 1999 |
| ---- | ---- | ---- | ---- | ---- | ---- |
| 182  | 215  | 189  | 213  | 264  | 296  |

## Địa điểm tham quan
Nhà thờ được xây dựng trong thế kỉ thứ 19.